# خراشادی
خراشادی، روستایی در دهستان قائم‌آباد بخش صابری شهرستان نیمروز در استان سیستان و بلوچستان ایران است.

## جمعیت
بر پایه سرشماری عمومی نفوس و مسکن در سال ۱۳۹۵، جمعیت این روستا برابر با ۱٬۵۸۹ نفر (۴۱۸ خانوار) بوده‌است.